# Jehoshua Rozenman
Jehoshua Rozenman (Hebreeuws: יהושע רוזנמן - Tel Aviv, 21 juni 1955) is een Nederlands-Israëlisch glaskunstenaar.

## Leven en werk
Rozenman verhuisde naar Nederland waar hij in 1979 ging studeren aan de Rijksacademie voor Beeldende Kunsten in Amsterdam. In 1984 studeerde hij af en verkreeg de Nederlandse nationaliteit. Na het beeldhouwen en schilderen stapte Rozenman in 2007 over op glas om zijn ideeën vorm te geven.

## Persoonlijk
Rozenman is in 2006 getrouwd met D66-politicus Boris Dittrich, met wie hij sinds 1982 een relatie had.